# 관절매물고둥
관절매물고둥(학명 : Barbitonia arthritica, 혹은 Neptunea arthritica)은 속명 '전복골뱅이', '소라골뱅이', '소라고둥', '갈색띠각시매물고둥', '보라골뱅이'라고도 한다. 바다달팽이(sea snail) 종(species)으로, 물레고둥과(Buccinidae)(이 과에 속하는 것을 흔히 참소라고둥true whelk이라 함)에 속하는 해양 복족류(marine gastropod) 연체동물(mollusk)이다.
하위종(subspecie)은 Barbitonia arthritica arthritica 하나가 있다.(Valenciennes, 1858)

## 분포
한반도 동해안의 주문진(적골뱅이)이나 함경북도 나진(골뱅이)에서 주로 잡힌다. 일본의 경우 홋카이도(北海道) 네무로(根室), 혼슈(本州) 북부와 쵸시(銚子)와 산리쿠(三陸), 시코쿠(四国), 카미타에서 주로 서식한다. 러시아 오호츠크해, 사할린 등에 서식한다. 서식지는 조간대로부터 수심 25m 사이의 바위나 모래펄에 산다.
유럽의 경우, 북해(Black Sea) 인근에 서식한다.

## 독성
관절매물고둥은 흔히 테트라민(tetramine)이라 불리는 테트라메틸암모늄염(tetramethylammonium salts)이라는 독성이 세포조직, 특히 타액선(salivary gland) 안에 있으며, 중독들 일으킬 수 있다.